# Barbados nos Jogos Olímpicos de Verão de 2000
Barbados participou dos Jogos Olímpicos de Verão de 2000 em Sydney, Austrália.